# Lijst van burgemeesters van Knesselare
Dit is de lijst van burgemeesters van Knesselare, een gemeente in de Belgische provincie Oost-Vlaanderen.
- 1800 - 1806: J. Van Couter
- 1806 - 1806: F. Em. Van Doorslaer
- 1806 - 1847: K.C. Legiers
- 1848 - 1859: Eugenius Maeyens
- 1859 - 1878: Gerard August Wille (1831-1899)
- 1879 - 1896: Arnold Bellaert
- 1897 - 1908: August de Jaegher
- 1909 - 1919: Vital Maeyens (1866-1944)
- 1920 - 1926: Sylvère Achiel Rodts
- 1927 - 1946: Theofiel De Lichte
- 1947 - 1982: Maurits Devreese (1911-2004)
- 1983 - 2006: Antoine Schrans
- 2007 - 2014: Fredy Tanghe
- 2014 - 2018: Erné De Blaere